# HIV/AIDSmonument
Het HIV/AIDSmonument is een artistiek kunstwerk aan De Ruijterkade in Amsterdam-Centrum dat op 1 december 2016 onthuld werd.
De creatie van Jean-Michel Othoniel staat aan de De Ruijterkade, Amsterdam. Het initiatief voor het monument kwam rond 2013 van Stichting Namen Project Nederland, die een aantal kunstenaars om een monument vroeg. Othoniel kreeg de opdracht; hij zou geen honorarium vragen. Hij kwam met een groot telraam. Dat telraam geeft weer wanneer men op de jaarlijkse Wereldaidsdag (1 december van ieder jaar) verwacht dat de ziekte aids geen nieuwe slachtoffers meer maakt. Tijdens de onthulling op 1 december 2016 door burgemeester Eberhard van der Laan en directeur Louise van Deth van het Aidsfonds werd ingeschat dat dat in 2030 het geval zou kunnen zijn. Het telraam werd dan ook op dat getal gezet en daarna jaarlijks aangepast al naargelang de situatie. Door het regelmatig veranderen van het beeld, wilde de kunstenaar een bewegend beeld creëren, dat de discussie over de ziekte, de patiënten en slachtoffers levend houdt. Onderdeel van het kunstwerk zijn de roze ondergrond en een aluminium bankje, waarop gebruikers van het bankje kunnen nadenken over personen die zij zelf hebben zien overlijden aan de ziekte. Eventueel kunnen mensen ook daar namen achter laten.
Aan de opbouw van het monument werd twee maanden gewerkt. 
Het Aidsfonds constateerde in 2016 dat Nederland weliswaar een voortrekkersrol in de acceptatie en bestrijding van aids had gespeeld, maar dat de aandacht langzaam verslapte. Dit terwijl elders in de wereld hiv- en aidspatiënten uit de maatschappij vielen.
Het telraam bevat rode van de kunstenaar bekende mondgeblazen kralen, allemaal verschillend ten opzichte van elkaar. Othoniel vond dit een weergave dat niemand hetzelfde is. De kleur rood symboliseert zowel bloed als de kleur van het lintje, dat symbool staat voor de internationale bestrijding van hiv en aids. Het aidsfonds zag het beeld als een baken van hoop en een eerbetoon aan hen die aan de ziekte zijn overleden.
Over de plaats meldt de site hiv-aidsmonument.nl, dat de De Ruijterkade, de zuidelijke oever van het IJ, weliswaar een belangrijke rol speelde bij de internationale handel, maar ook zorgde voor verspreiding van ziekten. Daarbij vond er aan de De Ruijterkade (straat-)prostitutie plaats en was het een standplaats van de methadonbus. Ook was nabij het spoor een cruiseplaats en was er een homomotorclub gevestigd. 
De kunstenaar zag tijdens zijn studententijd medestudenten overlijden aan aids.
Vanaf november 2020 was het beeld niet zichtbaar vanwege de bouw van een pontsteiger ter plaatse. Het werd vervangen door Closer in distance van Judith de Leeuw. Op Wereldaidsdag 1 december 2021 werd het beeld teruggeplaatst. In het telraam is nu een nieuw cijfer gevormd 19.925, het aantal mensen met hiv in Nederland bij heroprichting van het monument. Nederland behandelt dan dragers van het virus met medicijnen, zodat het zich minder snel verspreid.

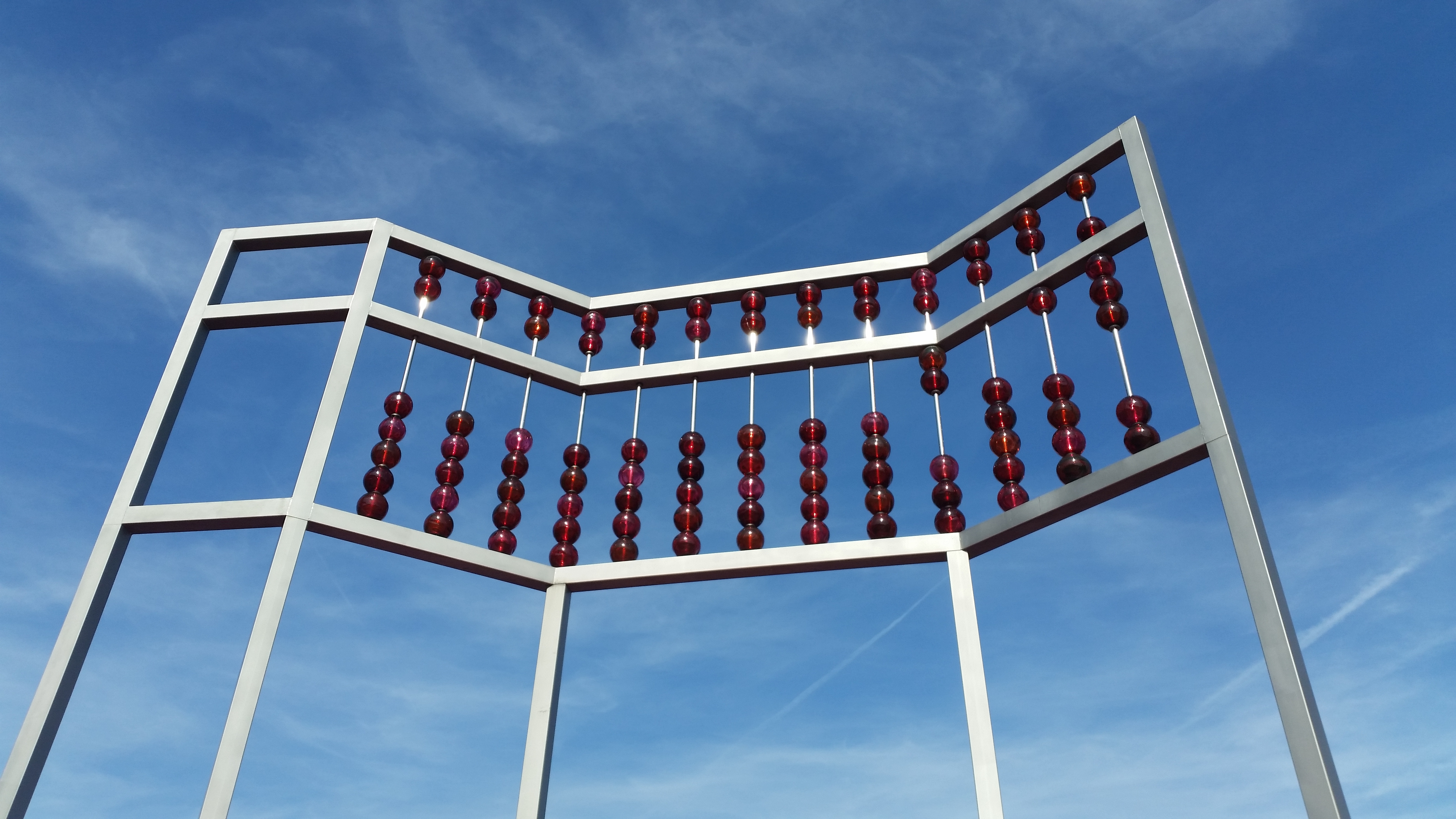
Het telraam (augustus 2019)

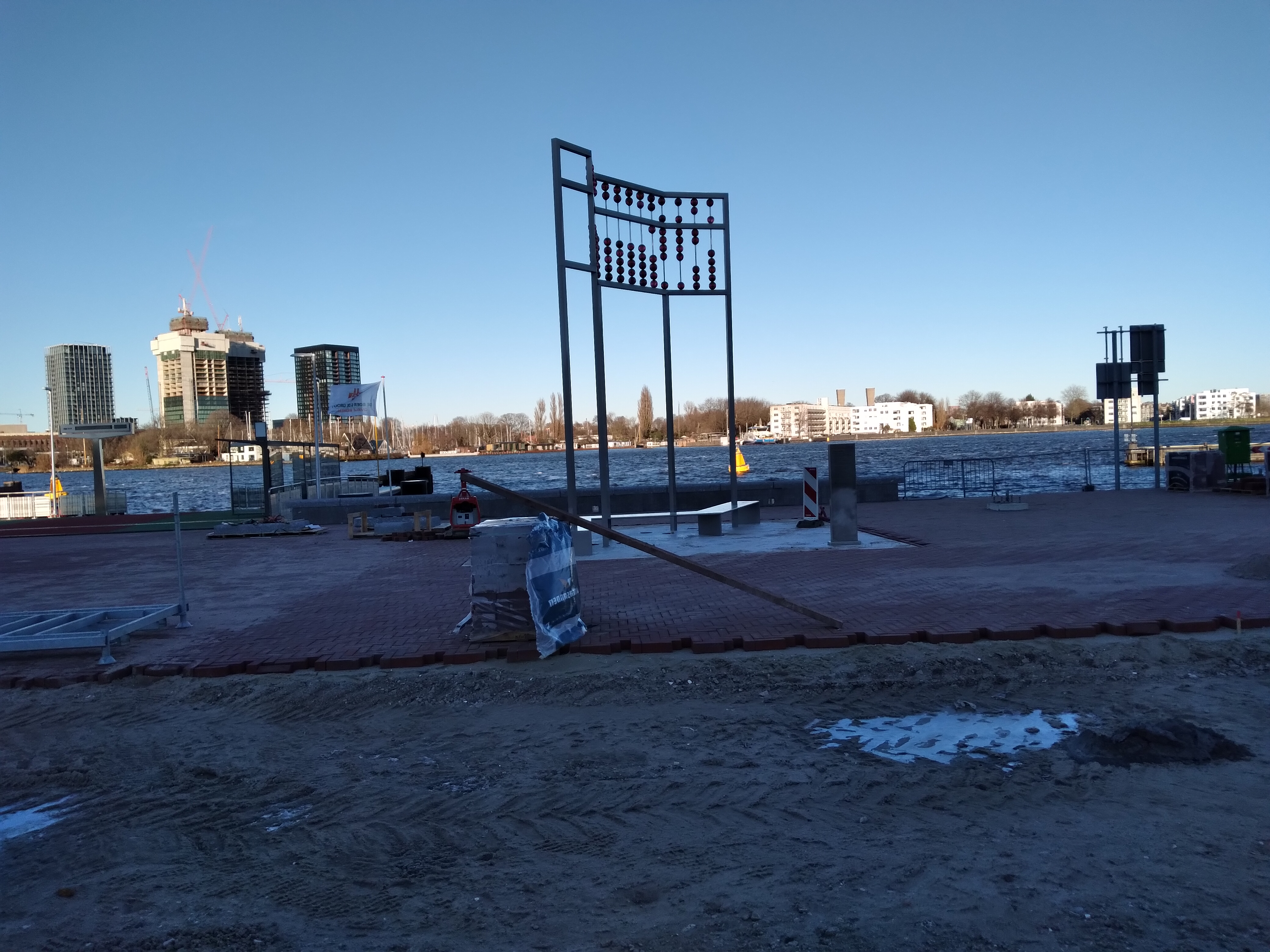
Het telraam (december 2021)